# Super Zeroes
Super Zeroes es una película estadounidense de comedia de 2012, dirigida por Potsy Ponciroli, que a su vez la escribió junto a Drew Langer y Travis Nicholson, musicalizada por Jordan Lehning, Jeremy Thomas y Skylar Wilson, en la fotografía estuvo Blake McClure, los protagonistas son Reece Thompson, Blaise Miller y Travis Nicholson, entre otros. El filme fue realizado por Hideout Pictures y se estrenó el 20 de abril de 2012.

## Sinopsis
Las vidas de dos desafortunados hermanos y de su compañero de habitación cambian por completo, esto ocurre luego de que un enigmático meteorito cayera en su casa.